# Jerónima de Burgos
Jerónima de Burgos, född 1580 i Valladolid, död 27 mars 1641 i Madrid, var en spansk skådespelare och teaterdirektör, verksam 1594–1641. 
Hon var gift med aktören Pedro de Valdés och var aktör i sin makes sällskap och anförde också många gånger själv teatern under dess turnéer i Spanien och Portugal. Hon tillhörde de mest uppmärksammade scenkonstnärerna i Spanien under sin tid.